# Karl-May-Haus

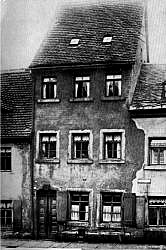
Karl Mays Geburtshaus (1910)

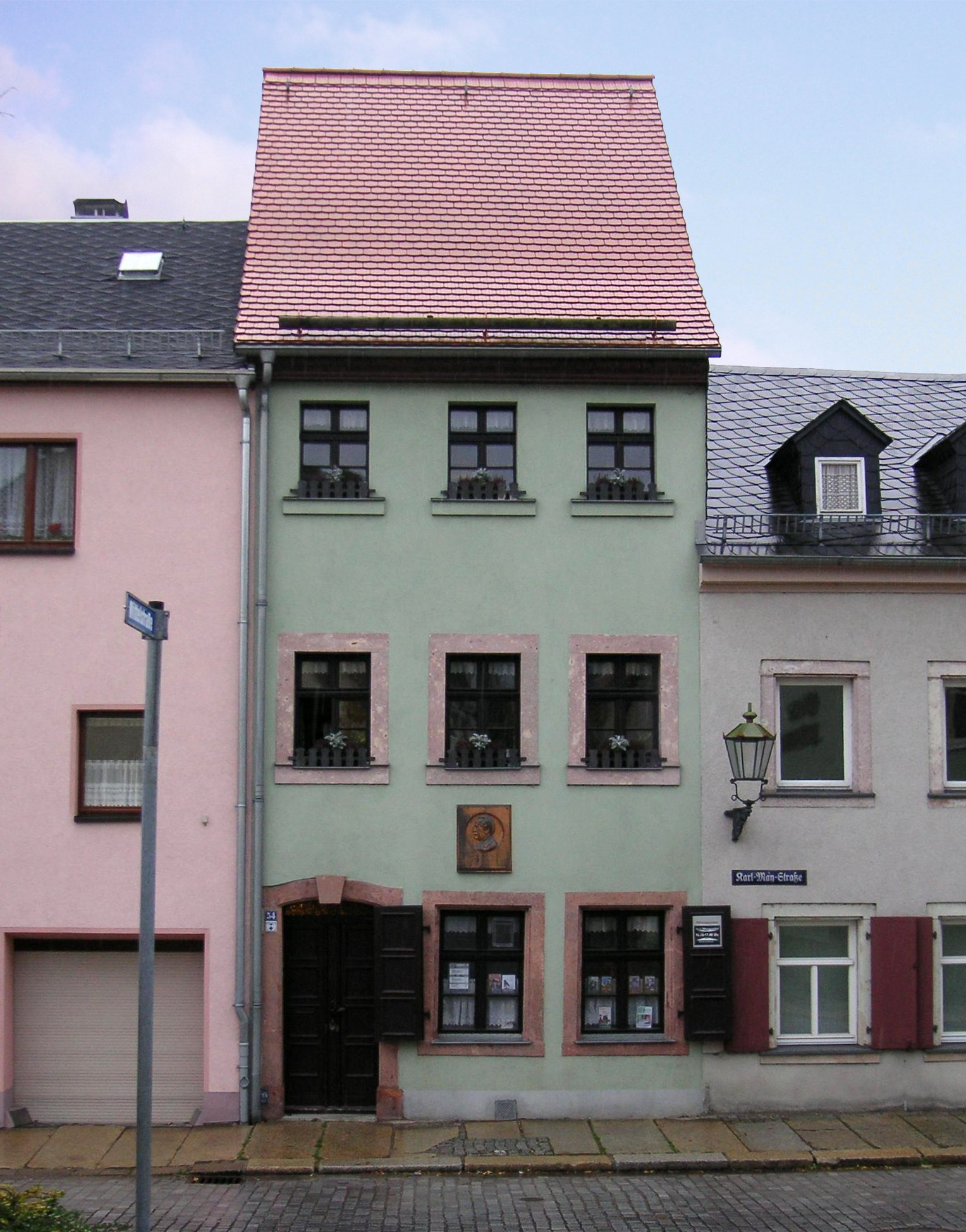
Karl Mays Geburtshaus (2005)

Das Karl-May-Haus in Hohenstein-Ernstthal ist das Geburtshaus des Schriftstellers Karl May (1842–1912), in der Karl-May-Straße 54. Seit 1982 ist das Gebäude aus dem 17. Jahrhundert ein eingetragenes Kulturdenkmal der Stadt und seit 1985 befindet sich in dem Gebäude ein Museum zum Leben Karl Mays.

## Geschichte
Nach einer alten Zeichnung von 1688 in den Gerichtsamtsakten stand das Haus wohl bereits am beschriebenen Ort als einstöckiges Gebäude. Im 18. und beginnenden 19. Jahrhundert wechselte es mehrfach den Besitzer; wohl vor 1767 wurde es aufgestockt.
Als Erbe ging es 1838 an Christiane Wilhelmine May geb. Weise. 1842 wurde dort unter der Adresse Niedergasse 111 Karl May als erstes von vier Geschwistern geboren.
Mays Mutter verkaufte das Haus 1845. Es verblieb über fünfzig Jahre in der Familie Schreiber, wechselte dann 1900 in das Eigentum der Familie Münch, die es bis 1967 besaß. 1921 wurde das Haus als Geburtshaus Mays ermittelt, worauf es 1929 eine Gedenktafel erhielt. Gleichzeitig wurde ein Teil der Bahnstraße in Karl-May-Straße umbenannt. 1938 erfolgte vor Ort eine sogenannte Karl-May-Gedächtnisschau.
Die Webunion übernahm das Haus 1968, ab 1975 war es der VEB Möbelstoff und Plüschwerke Hohenstein-Ernstthal.
Im Jahr 1980 wurde das Geburtshaus Mays unter Denkmalschutz gestellt und ab 1982 nicht mehr zu Wohnzwecken genutzt. Durch Beschluss des Rates des Kreises Hohenstein-Ernstthal folgte 1983 die Umwandlung zu einer musealen Einrichtung in Bezug auf Karl May, dem sich die denkmalpflegerische Instandsetzung anschloss.
Nach Vorbereitung einer Ausstellung zum Schriftsteller folgte 1985 die Übergabe an die Öffentlichkeit, die dort auch den Wohn- und Arbeitsraum der Familie May besichtigen kann.
Der Garten des Geburtshauses wurde so hergerichtet, wie er zu Mays Zeiten ausgesehen haben könnte. Auch der Keller wurde in die Dauerausstellung mit einbezogen.
Das Karl-May-Geburtshaus und das International Karl May Heritage Center in der Karl-May-Begegnungsstätte dienen der Erinnerung an den Schriftsteller Karl May. In Ersterem befindet sich die Dauerausstellung zu Mays Leben, Werk und Wirkungsgeschichte. In Letzterem wurden die Sonderausstellungen (traditionell die wichtigste jährlich vom 25.2. bis 30.3.; andere über das Jahr verteilt) präsentiert. Ein Ausstellungsraum in der Begegnungsstätte ist dem zweiten berühmten Autor der Stadt gewidmet: Werner Legère. Darüber hinaus sind in weiteren Räumen Zinnfiguren-Dioramen zu den Werken Karl Mays sowie die Western-Sammlung Karl Müllers zu sehen. Auch künftig werden in der Karl-May-Begegnungsstätte Veranstaltungen durchgeführt. 
Das Karl-May-Haus wird seit 1987 durch einen wissenschaftlichen Beirat unterstützt, der unter anderem die Publikationsreihe „Karl-May-Haus Information“ mit Forschungsbeiträgen zum Thema herausgibt. Der Vorsitzende des Beirats ist der May-Forscher Hans-Dieter Steinmetz, der in dieser Funktion dem Karl-May-Forscher Christian Heermann nachgefolgt ist.

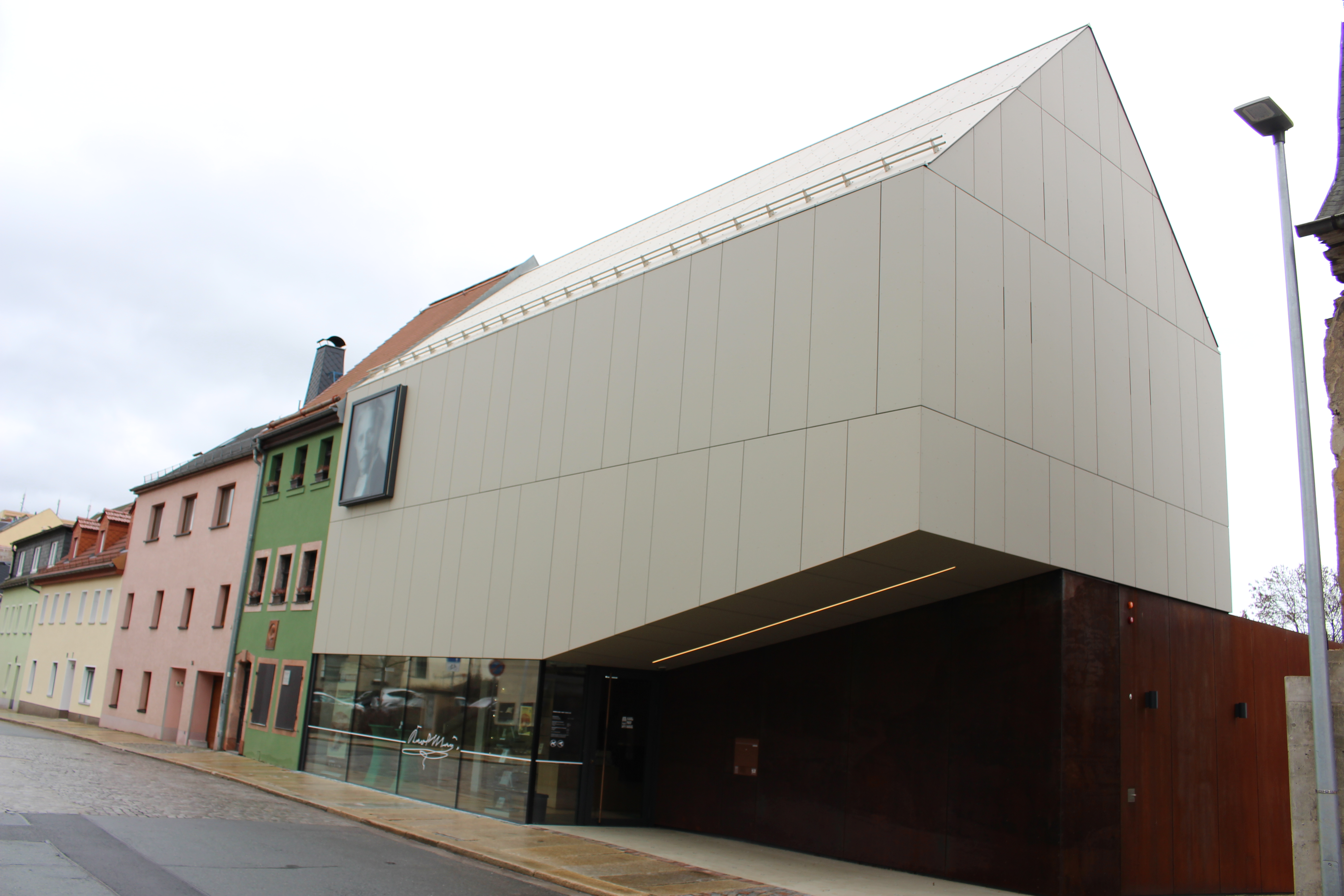
Im Juli 2022 erhielt das Geburtshaus von Karl May einen hellen Anbau als Depot

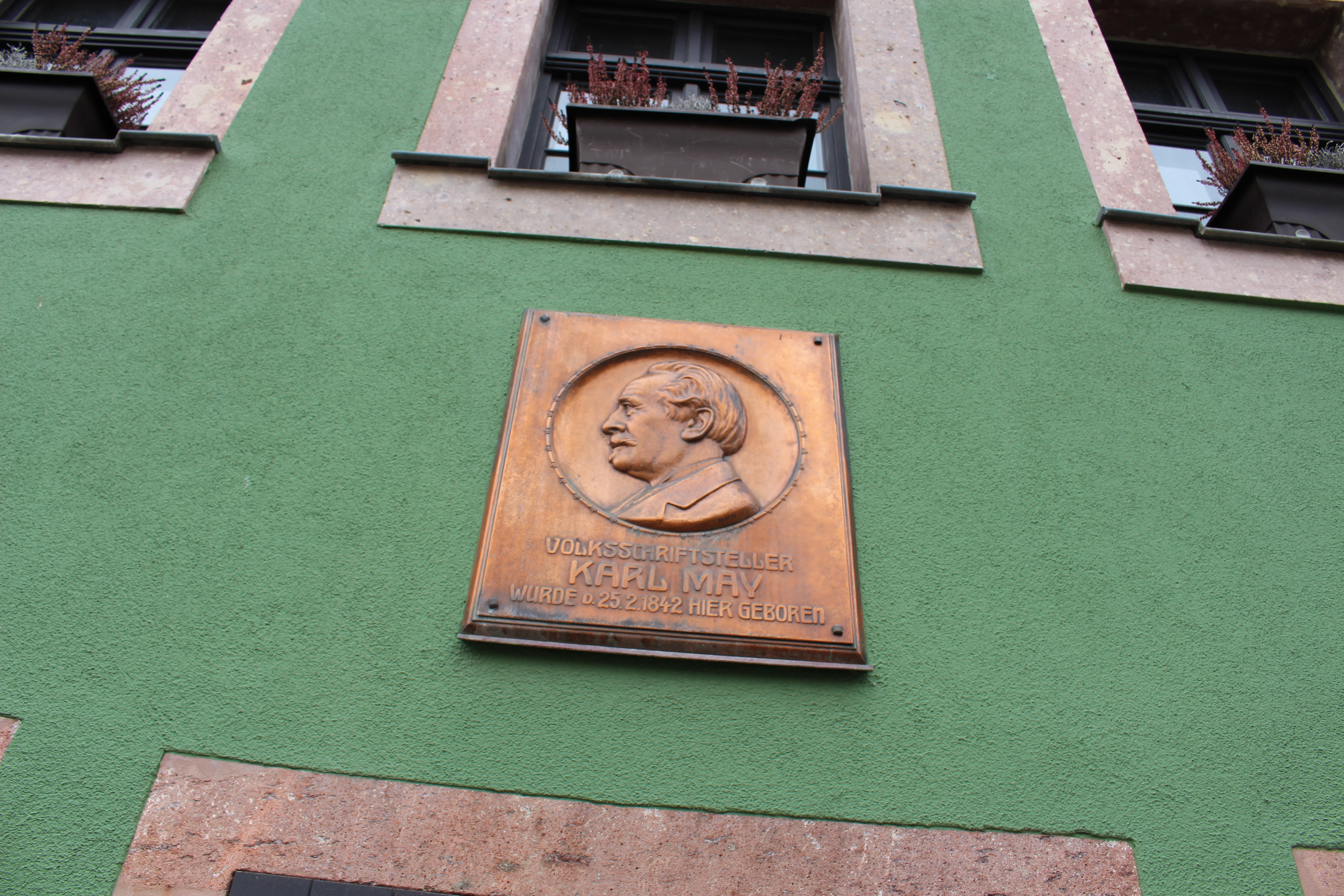
Gedenktafel an der Außenfassade des Geburtshauses

Seit Februar 2006 gibt es einen Förderverein, „Silberbüchse e. V.“, dessen Vorsitzender der ehemalige Oberbürgermeister von Hohenstein-Ernstthal, Erich Homilius, ist. Die Geschäftsstelle des Fördervereins befindet sich in der Karl-May-Begegnungsstätte namens "International Karl May Heritage Center" (Datum der Einweihung: 25. Februar 2001) direkt gegenüber dem Geburtshaus von Karl May.
Am 1. Juli 2022 wurde das "Karl-May-Haus-Depot" eröffnet, das sich unmittelbar an das historische Geburtshaus anschließt. Dafür mussten zwei Altbauten abgerissen werden. Das Depotgebäude ermöglicht dem Karl-May-Haus eine Unterbringung seiner Sammlung nach modernen Kriterien und bietet darüber hinaus zusätzliche Ausstellungsfläche. Dadurch wurde eine Erweiterung der Dauerausstellung möglich. Auch wechselnde Sonderausstellungen werden künftig im Neubau gezeigt. 

## Karl May über sein Elternhaus
Karl May schrieb über sein Elternhaus:
„... drei schmale Fenster breit und sehr aus Holz gebaut, dafür war es aber drei Stockwerke hoch und hatte ganz oben unter dem First einen Taubenschlag... Großmutter, die Mutter meines Vaters, zog in das Parterre, wo es nur eine Stube mit zwei Fenstern und die Haustür gab. Dahinter lag ein Raum mit einer alten Wäscherolle, die für zwei Pfennige pro Stunde an andere Leute vermietet wurde. Es gab glückliche Samstage, an denen diese Rolle zehn, zwölf, ja sogar vierzehn Pfennige einbrachte. Das förderte die Wohlhabenheit ganz bedeutend. Im ersten Stock wohnten die Eltern mit uns. Da stand der Webstuhl mit dem Spulrad. Im zweiten Stock wohnten wir mit einer Kolonie von Mäusen und einigen größeren Nagetieren. ... Es gab auch einen Keller, aber der war immer leer. ... Der Hof war gerade so groß, daß wir fünf Kinder uns aufstellen konnten, ohne aneinander zu stoßen. Hieran grenzte der Garten, in dem es einen Hollunderstrauch, einen Apfel-, einen Pflaumenbaum und einen Wassertümpel gab, den wir als 'Teich' bezeichneten.“ 